# ノノース
ノノース(Nonose)は、9つの炭素原子を持つ単糖である。

## 種類
官能基の位置により、ケトノノースとアルドノノースに区別される。
アルドノノースは7つのキラル中心を持ち、ヒドロキシル基または不斉炭素の位置の異なる128個の立体異性体がある。ケトノノースは6つのキラル中心を持ち、64の異なる立体異性体を持つ。